# Ленінська (станція метро)
56°17′52″ пн. ш. 43°56′15″ сх. д. / 56.29778° пн. ш. 43.93750° сх. д.
Ле́нінська (рос. Ле́нинская) — станція Автозаводської лінії Нижньогородського метро, розташована між станціями «Чкалівська» та «Зарічна». Відкрита 20 листопада 1985 року в складі першої черги Автозаводської лінії.

## Технічна характеристика
Конструкція станції — односклепінна мілкого закладення.

## Виходи
Станція розташована на розі пр. Леніна і Комсомольського шосе на межі Канавінського і Ленінського районів міста у мікрорайоні Молитовський. Поряд знаходяться Комсомольська площа, ФДУП НВП «Політ», управління Горьківської залізниці та театр «Преображення» (колишній кінотеатр «Іскра»).

## Оздоблення
Художній образ станції виражений в простих лаконічних архітектурних формах. Кольорове рішення — у поєднанні білого, червоного і золотистого — додає інтер'єру монументальну урочистість. Архітектурно-планувальне рішення основних приміщень виконано з урахуванням візуального перетікання внутрішніх просторів за принципом функціональних зв'язків.
Пластика склепіння та колійних стін асоціюється з могутнім прибоєм революції. Склепіння станції повністю побілено, цоколь оздоблено полірованим чорно-синім мармуром Агурського родовища. Ніші-хвилі, що йдуть з двох сторін від цоколя до вершини склепіння завершуються трапецеподібні світильниками золотистого кольору, що підсилює динаміку архітектурного рішення.
Підлога платформи покрита темно-червоним і сірим карельським гранітом. У торцях касових залів розміщені монументально-декоративні вітражі, присвячені темі «В. І. Ленін — вождь революції ». У розподільних холах виконані керамічні панно, що віддзеркалюють перемогу ленінських ідей (нині не збереглися).
На поверхні поруч з південним вестибюлем встановлено пам'ятний знак — буква «М» в тунелі метрополітену. Саме зі станції «Ленінська» в 1977 почалося будівництво Горьковського метрополітену.
17 грудня 2012, через 35 років після початку будівництва Горьковського метрополітену, в вестибюлі було відкрито монумент, присвячений першим нижньогородським метробудівцям. Автор скульптури — Віктор Іванович Пуріхов, заслужений художник Російської Федерації. Прообразом бюста став нижньогородець Микола Баженов, який брав безпосередню участь у будівництво першої черги метрополітену.